# 래콘터스
래콘터스(The Raconteurs)는 미국의 록 밴드이다.

## 디스코그래피
- Broken Boy Soldiers (2006)
- Consolers of the Lonely (2008)